# Фетисов, Пётр Павлович
Пётр Па́влович Фети́сов (8/20 июня 1877, Москва — 5 ноября 1926, Загреб) — русский архитектор и гражданский инженер, историк архитектуры.

## Биография

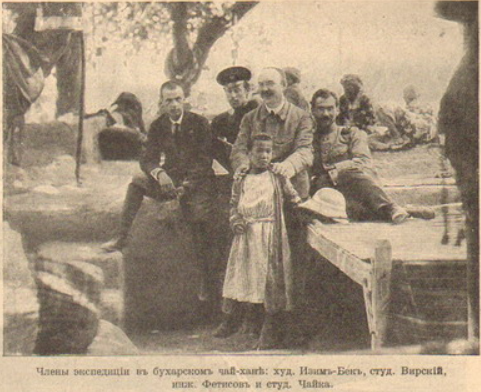
П. П. Фетисов (третий слева), Ф. А. Изенбек, студенты Вирский и Н. П. Чайка в Бухаре во время экспедиции в Среднюю Азию (1913).

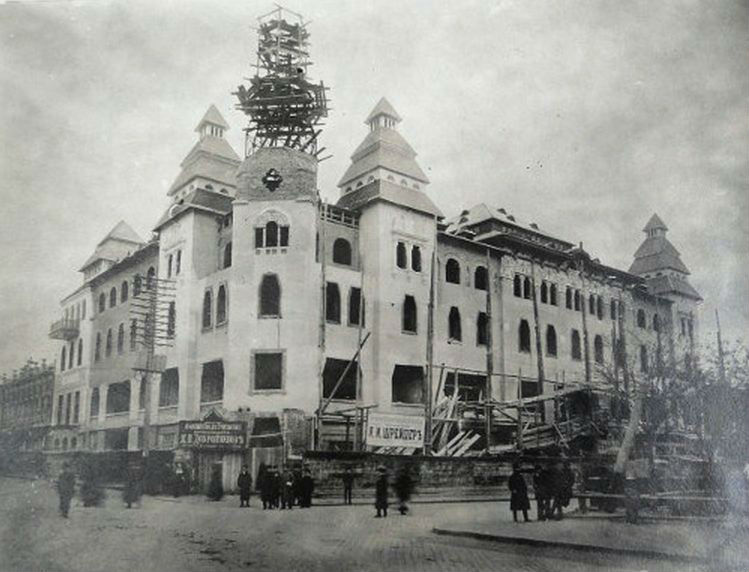
Дом Хренникова в ходе строительства.

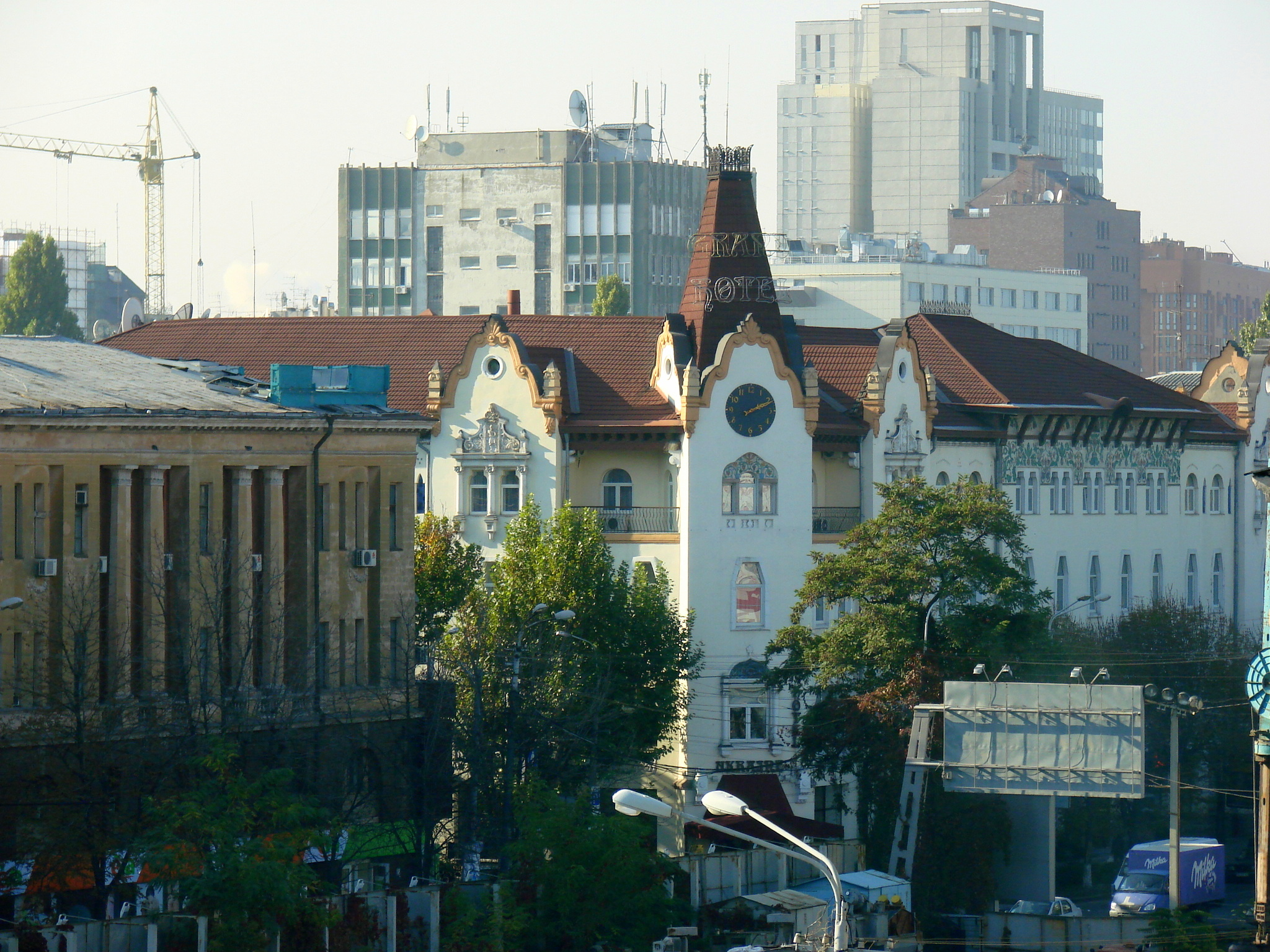
Современный Гранд-Отель «Украина» в Днепре, повторяющий композиционную схему дома Хренникова.

Выходец из купеческой семьи. Окончил Институт гражданских инженеров императора Николая I (1901). Работал в Москве, при городской управе. В 1902—03 годах состоял сверхштатным техником Строительного отделения Московского губернского правления.
Окончил Высшее художественное училище при Императорской Академии художеств (1902—1907, мастерская Л. Н. Бенуа) со званием художника-архитектора за проект «Зало третейского суда». Переселился в Петербург, был профессором ИГИ, преподавал также в Политехническом институте, на Женских политехнических курсах и в Школе Императорского общества поощрения художников в Санкт-Петербурге.
Военную службу проходил на Дальнем Востоке, произведен в офицеры. Владел несколькими европейскими (французский, немецкий) и восточными (санскрит, татарский) языками. В 1900—1902 работал военным переводчиком, а в 1908—1909 — преподавателем иностранных языков в Санкт-Петербургском Политехническом институте.
Путешествовал по Европе и странам Востока (Япония, Китай, Индия, Цейлон). Занимался историей архитектуры Востока. Специализацию по истории искусства прошел в Лондоне (Британский музей), по археологии — в Мюнхене.
Организатор архитектурной экспедиции в Среднюю Азию в 1913 году. Позднее совершил экспедицию в Хиву, Иран, Афганистан и Индию.
В эмиграции в Сербии (с 1921) читал лекции по архитектуре Древнего Востока на техническом факультете Загребского университета. Умер на улице от кровоизлияния в мозг. Похоронен на кладбище Мирогой.

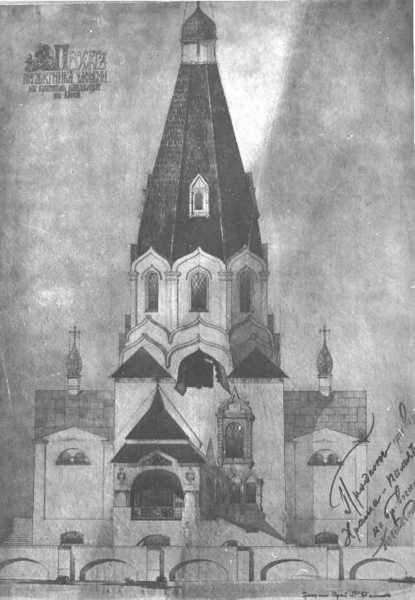
П. П. Фетисов. Проект храма-памятника на Братском кладбище в Киеве (1916).

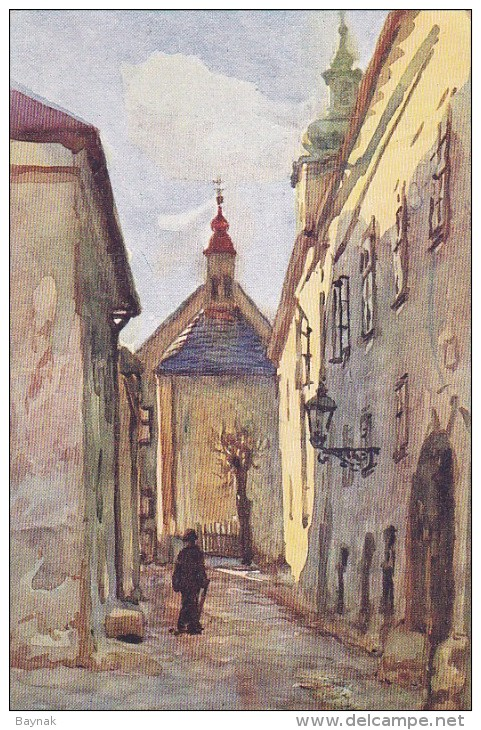
Церковь Девы Марии на Долац (Загреб). Рисунок П. П. Фетисова из серии в открытках «Старый Загреб».

## Известные работы
- Доходный дом по заказу инженера-технолога и мецената — украинофила В. Н. Хренникова в Екатеринославе (1910—1913, в соавт. с Л. Л. Хойновским и самим В. Н. Хренниковым и при консультациях русского и украинского историка и археолога Д. И. Яворницкого)[7]. Т. н. «украинский дом» был построен в традициях украинского модерна. В 1943 г. здание сгорело, восстановлено по проекту В. А. Зуева, в настоящее время — Гранд-Отель «Украина».
- Проект храма-памятника Николая Чудотворца на Зверинце (1916—1917, в стиле московской архитектуры XVI—XVII вв., совместно с В. Н. Рыковым и И. А. Шпинелем)[8] в центре Братского кладбища в Киеве. Это должен был быть редкий для Киева образец неорусского стиля с элементами модерна[9][10]. Не завершён. В 1918 году храм пострадал от взрыва пороховых складов. С 1950-х годов в храме размещаются лаборатории Института проблем прочности АН Украины[укр.] (ул. Тимирязевская, 2). Был поставлен вопрос о передаче этого храма общине УПЦ.
- Работы в Загребе: фасады отеля «Эспланада» и Дома строительной индустрии, а также ряда банков и жилых домов; серия рисунков «Старый Загреб» в отрытках[11].